# توماس كوفر
توماس كوفر (بالإنجليزية: Thomas M. Cover)‏ مواليد 7 أغسطس 1938 في سان بيرناردينو، الولايات المتحدة - توفي في 26 مارس 2012 في بالو ألتو، الولايات المتحدة، بروفيسور مشارك في جامعة ستانفورد في أقسام الإحصاء و الهندسة الكهربائية. حائز على وسام ريتشارد هامينغ في عام 1997. خوارزمية k-nn هي إحدى اختراعاته.